# 金尚憲
金 尚憲（きん しょうけん、キム・サンホン、김상헌、隆慶4年6月3日（1570年7月5日） - 順治9年6月25日（1652年7月30日））は、李氏朝鮮の文官、儒者。字は叔度、号は清陰、石室山人（中年以降使用）・西礀老人（晩年に使用）。本貫は新安東金氏。

## 略歴
父は敦寧府都正・金克孝で、右議政・金尚容の弟。3歳のときに叔父の県監・金大孝の養子となった。 仁祖反正（1623年）ののち吏曹参議となり、西人清西派の領袖となる。1635年に大司憲として再起用され、後金に備え軍備を整え、軍事施設の拡充を唱え、翌年に礼曹判書となった。1636年12月、清が大軍をもって侵入すると（丙子胡乱）、清を蛮夷だとして、主君である中華の天子の忠実な諸侯として、また中華帝国のもっとも忠実な模範属国として、明に誠心誠意仕えることを主張、最後まで戦おうとし洪翼漢等と斥和論を唱えて、現実に則した主和論を唱えた崔鳴吉と対立しこれを最後まで排斥したが、1637年1月30日、仁祖が漢江南岸の三田洞にある清軍本営に出向き、ホンタイジが天子であることを三跪九叩頭の礼によって認めるという屈辱的な城下の盟を余儀なくされると、安東に隠居した。なお、朝鮮が清に降伏するとその降伏文書を泣きわめいて裂いて大泣きしたと伝えられる。
その後、1639年に清の人質になった。詩文および「朝天録」「清平録」「南漢紀略」などからなる『清陰全集』全40巻の著書がある。諡号は文正。

## 家族
後嗣の無かった伯父の養子となった。自身には、実子として息子が一人いたが夭逝。それ以降、後嗣に恵まれなかった為 甥を養子とした。その子孫から、朝鮮王朝後期において実権を握った人物達が生まれ、安東金氏出身の3人の王妃はすべて彼の子孫である。
- 祖父：金生海
- 祖母：全州李氏夫人(李蓮環) 9代国王成宗 の孫娘(父は成宗の庶子 景明君)
- 父：金克孝
- 母：東萊鄭氏夫人　15代王光海君の正室 廃妃柳氏の叔母。
- 養父：金大孝　父 克孝の兄。
- 養母：全州李氏夫人
- 兄：金尚容　17代王孝宗 の王妃 仁宣王后の外祖父、18代王顕宗 の外曽祖父。
- 兄：金尚寛

- 妻：星州李氏夫人
  - 息子：金宗慶　3歳で夭逝。
  - 息子(養子)：金光燦　兄 金尚寛の子。
  - 嫁：延安金氏夫人　14代王宣祖の継室仁穆王后の姪。
    - 孫：金壽增　19代王 粛宗の後宮 寧嬪金氏の祖父
    - 孫：金壽恒
      - 曾孫：金昌集　23代王純祖の正室純元王后の5代祖、24代王憲宗の正室孝顕王后、25代王哲宗の正室哲仁王后の6代祖。

## 登場作品
映画
- 天命の城（2017年、監督：ファン・ドンヒョク、演：キム・ユンソク）

テレビドラマ
- 大命（1981年、KBS、演：イム・ドンジン）
- 朝鮮王朝五百年（1986年、MBC、演：チョン・ウク）
- 花たちの戦い -宮廷残酷史-（2013年、JTBC、演：ハン・インス）
- 華政（2015年、MBC、演：イ・ジェヨン）
- 恋人（2023年、MBC、演：チェ・ジョンファン）